# Золота хмаринка ночувала
Золота хмаринка ночувала — автобіографічна повість Анатолія Приставкіна 1981 року, найвідоміший його твір. Твір було опубліковано під час перебудови у 1987 році, у 1988 році відзначено Державною премією, а у 1989 — екранізовано.
Твір присвячено темам військового дитинства, безпритульності, депортації народів за часів правління Йосипа Сталіна. Основна думка полягає в тому, що щастя одного народу на нещасті іншого не збудуєш.

## Сюжет
Дія відбувається у 1944 році, через лічені місяці після депортації чеченців та інгушів. Брати-близнюки Колька і Сашка Кузьміни («Кузьмениші»), які росли в дитячому будинку підмосковного Томіліна, вирішують приєднатися до трудової колонії, відправленої на заселення кавказьких земель, що звільнилися після депортації.
Прибувши до Чечні, колонія облаштовується у вільній будівлі, намагається розпочати трудове, господарське та навчальне життя. Місцеве населення дає зрозуміти, що їх тримають у страху невідомі та всюдисущі «чеченці». Колонія двічі зазнає нападу: першого разу стався підпал та невдалий напад на виховательку, другого — вибух машини та обстріл. Кузьмениші бачать червоноармійців, які зневажливо говорять про чеченців, називаючи їх «фашистськими посіпаками» і кажучи, що «м'яко з ними ще товариш Сталін вчинив».
Хлопці обмірковують план втечі, кілька разів залишають колонію. Повернувшись після більш ніж тижневого життя у Регіни Петрівни, знаходять свою повністю спалену, розграбовану колонію без єдиного жителя. Повернувшись назад, колоністи зазнають нападу вершників-чеченців; брати розбігаються, Колька ховається у кукурудзяному полі. Вранці він приходить у станицю і знаходить повішений на паркан труп Сашки.
Колька йде на станцію і кладе труп брата в собачий ящик поїзда, що має від'їжджати; потім повертається до колишньої колонії, лягає на підлогу і впадає в забуття. Його піднімає чеченський хлопчик Алхазур, який дає йому їжі та розповідає про депортацію батьків та дідів, руйнування їхніх могил. З вікна хлопчики бачать, як червоноармійці мостять дорогу могильними плитами.
Хлопчики йдуть полем, де на них нападає чеченський вершник; Алхазур відмовляє його вбивати Кольку. Після цього хлопчики називаються братами та проводять обряд «змішування крові», порізавши руки і приклавши одну до іншої. Їх ловлять і відправляють у дитячий прийомник, де живуть діти різних національностей: кримські татари, ногайці, німці, євреї, вірмени, казахи. Військові, що навідуються до прийомника, несхвально дивляться на вихованців деяких національностей. Колька та Алхазур називаються братами, твердять, що вони «Кузьмениші». У результаті їх разом з рештою вихованців садять на потяг, який від'їжджає з Чечні.

## Персонажі
- Колька і Сашка Кузьміни («Кузьмениші») — брати-близнюки, вихованці дитбудинку, які все життя провели разом. Їх часто плутають, чим вони користуються, видаючи себе один за одного. Сашкине мислення більш високе, Колькіне більш приземлено і практично: Сашка подає ідею, Колька пропонує шляхи її реалізації. Після загибелі брата Колька стає центральним персонажем оповіді.
- Регіна Петрівна — вихователька колонії, вдова льотчика, мати двох дітей, яких Кузьмениші називають «мужичками». Є найближчою для Кузьменишів людиною в колонії. Знаходить Кольку в дитячому прийомнику, проте той не виявляє бажання піти до неї. Уособлює в повісті архетип матері (не передбачає, як у даному випадку, обов'язкової спорідненості), жінки-наставниці, що оберігає і захищає[3].
- Дем'ян — одноногий фронтовик, який втратив сім'ю, яка залишилася під окупацією, і приїхав на Кавказ починати нове життя. Намагався доглядати Регіну Петрівну. Дізнавшись про руйнування колонії і разом із братами піддавшись нападу, кидає їх і біжить відвозити Регіну Петрівну. Вона лишається з ним.
- Ілля — провідник поїзда, який отримав ділянку землі на краю станиці. Людина з авантюрно-кримінальним минулим. Підмовив Кузьменишів вкрасти з дитячого будинку складу комплект зимового одягу, в оплату напоїв їх самогоном. Хата Іллі була спалена при набігу і брати вважали його загиблим, але той встиг втекти і продовжив працювати провідником.
- Петро Анісимович Мєшков — старанний, виконавчий та чесний директор дитячого будинку. Вбитий при набігу.
- Алхазур — чеченський хлопчик. Став братом Кольці після смерті його справжнього брата Сашки.

## Резонанс
Перша публікація повісті у 1987 році (в журналі «Знамя») стала подією суспільного життя, бо вперше привернула широку увагу до трагедії вайнахів, виселених нібито через масовий переход на бік німців під час німецько-радянської війни зі своїх споконвічних земель. Поряд із романом «Діти Арбата» це був один із перших гучних залпів перебудови та гласності в радянській літературі.
Через кілька років після виходу у світ повість була перекладена більш ніж 30 мовами, а загальний тираж видань склав 4,5 млн екземплярів тільки в СРСР. Це перша частина трилогії, в яку також входять повісті «Солдат та хлопчик» та «Кукушата».